# Cimmeria

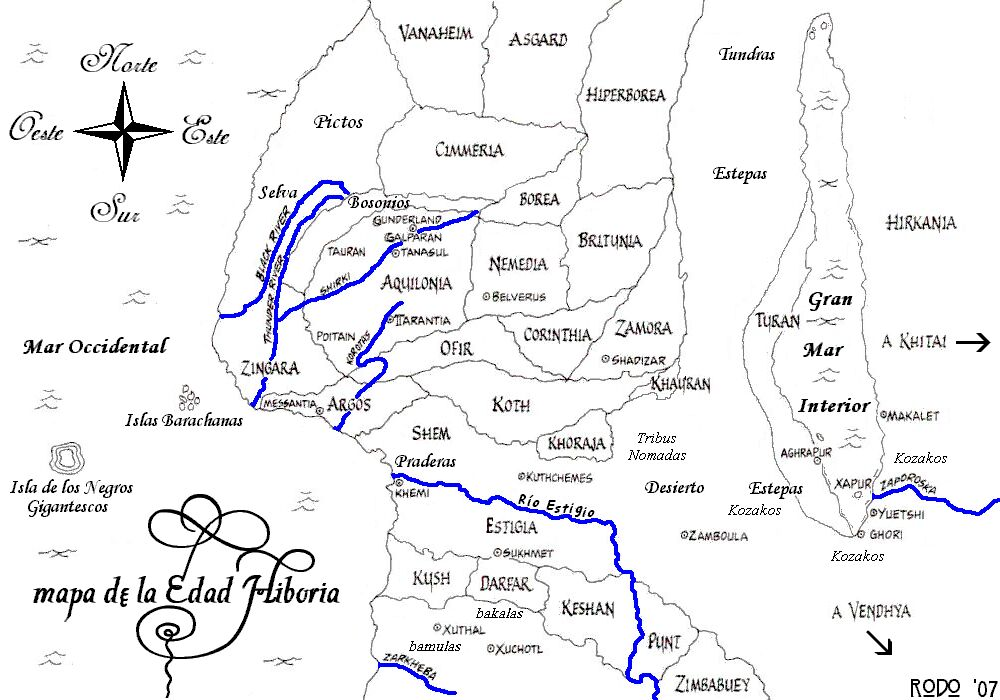
Mapa de la Edad Hiboria con la ubicación de Cimmeria.

Cimmeria es la tierra natal de Conan, personaje de fantasía creado por Robert E. Howard. Esta tierra existió en la Era Hiboria, posterior al hundimiento de Atlantis, y situada al norte del continente hiborio o Hiboria (en tiempos pasados, antes del hundimiento de Atlantis, llamado Thuria o continente thurio).

## Descripción
El autor describe a esta tierra, como una tierra oscura, sombría, con grandes y tétricos bosques, con interminables colinas azotadas por los vientos norteños procedentes de las altas cumbres. 
Poblada por una raza de bárbaros, grandes guerreros, agrupados en tribus, duros como la tierra que les había tocado habitar. Hombres pendencieros, fuertes, muy aficionados a la caza y al enfrentamiento con sus países vecinos.

## Origen del nombre
Hay varias hipótesis sobre lo que pudo inspirar a Howard el nombre de Cimmeria:
- La más evidente viene de los cimerios, un pueblo de las estepas de origen indoeuropeo que atacó a los reinos del creciente fértil en torno al siglo VIII AC.

- Dado que Conan es un nombre gaélico y que en algunos círculos se considera a los cimmerios como una traslación de los celtas al mundo de Howard, se podría intentar buscar correspondencia con el nombre galés del país de Gales, Cymru.